# Dall Island

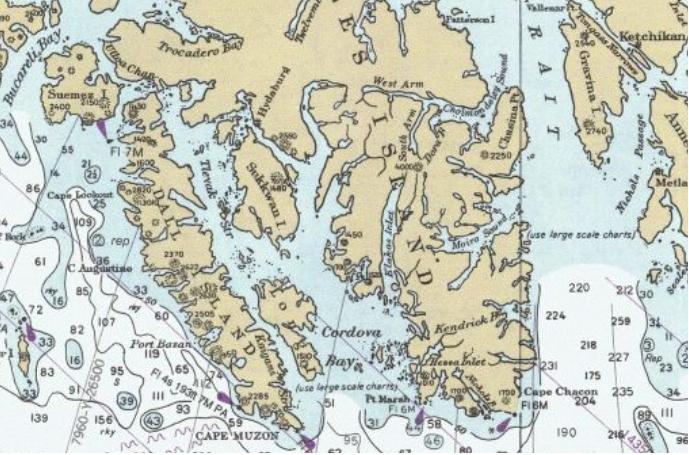
Dall Island links op de kaart

Dall Island is een eiland in de Alexanderarchipel in de Alaska Panhandle in het zuidoosten van Alaska in de Verenigde Staten.

## Geografie
Het hoogste punt van het eiland ligt 745 meter boven zeeniveau. Het landoppervlak is 657,9 vierkante kilometer, waarmee het het 28e grootste eiland in de Verenigde Staten is. Bij de volkstelling van 2000 werd vastgesteld dat er 20 personen op het eiland woonden. Dall Island wordt economisch gebruikt voor visserij, kalksteenwinning en houtkap. Columbia Helicopters of Oregon is een van de belangrijkste bedrijven die het eiland gebruikt voor zijn hout.
Het meest zuidelijke punt van het eiland is Cape Muzon. Ten zuiden daarvan ligt de Dixon Entrance. Het eiland is het meest zuidoostelijke eiland dat direct grenst aan de Golf van Alaska en ligt ten zuidwesten van het Prins van Waleseiland. Ten oosten van Dall Island liggen Sukkwan Island en Long Island die respectievelijk door Tlevak Strait en Kaigani Strait van Dall Island gescheiden worden. Ten noordwesten ligt de Meares Passage die het scheidt van Suemez Island. Ten zuidoosten van Dall Island ligt de Cordova Bay.

## Geschiedenis
Twee- tot drieduizend jaar geleden woonden de Haida in de kustgrotten op het eiland.
Dall Island werd tot 1879 "Quadra" genoemd, naar Juan Francisco de la Bodega y Quadra. Toen werd het hernoemd ter ere van natuuronderzoeker William Healey Dall. Het eiland werd in 1903 nog beschouwd als onderdeel van Prince of Wales Island.
Tijdens het tijdperk van de maritieme pelshandel behoorden verschillende havens op het zuidoosten van Dall Island, gezamenlijk bekend als Kaigani, tot de populairste locaties voor handel tussen pelsschepen en de Kaigani Haida.

### Grensafbakening
Kaap Muzon werd in de Anglo-Russische Conventie van 1825 vastgesteld als het "beginpunt" van de landsgrens tussen Rusland en Brits Noord-Amerika. De kaarten van de United States Coast and Geodetic Survey uit 1884 en 1894-95 legden de grenslijn met Canada vast van Kaap Muzon via Dixon Entrance en het Portland Canal. In zijn beslissing uit 1903 over de afbakening van de betwiste grens van Alaska Panhandle, bepaalde het Hof van Arbitrage van zes rechters unaniem dat Kaap Muzon het westelijke uiteinde is van de zeegrens die nu de grens tussen de staat Alaska en de Canadese provincie Brits-Columbia markeert.
Canada beschouwt Kaap Muzon ("punt A") als onderdeel van de afgebakende internationale grens, net als de andere gedefinieerde keerpunten die in 1903 werden vastgesteld voor de vastgestelde grens. Bovendien beschouwt Canada de "A-B-lijn" als de definitie van Canada's binnenwateren binnen de Dixon Entrance. Aan de andere kant beschouwt de Verenigde Staten de A-B-lijn als gedefinieerd om soevereiniteit toe te wijzen over de landmassa's binnen de Dixon Entrance, met het land van Canada ten zuiden van de lijn, terwijl het de wateren beschouwt als onderworpen aan het internationale zeerecht.